# アオジタトカゲ属
アオジタトカゲ属（アオジタトカゲぞく、Tiliqua）は、有鱗目トカゲ科に属する属。

## 分布
インドネシア、オーストラリア、パプアニューギニア

## 形態
最大で全長70cm程。最小種はアデレードアオジタトカゲで全長20cm程。種によって太さは異なるが、総じて体形が太めで胴体に比べて四肢が短い種が多い。
名前の通り青い舌を持つ。（稀にピンク色の舌を持つ個体もいる。）
オスは頭部が大型化すると言われるが、外見からの雌雄の判別はよほど特徴的な個体同士でないかぎり難しい。

## ツチノコ説
1970年代から日本で多く飼育されるようになった事、想像される姿が似ていること、また日本ではその頃からブームとなったことから、伝承上の生物（未確認生物）とされる「ツチノコ」はアオジタトカゲ説を有力とする論説があるが、ツチノコの最初の文献記録は1887年の井出道貞著『信濃奇勝録』、または1712年に寺島良安が記した『和漢三才図会』であることから、異を唱える説もまた多い。

## 分類
- Tiliqua adelaidensis　アデレードアオジタトカゲ　Adelaide pigmy bluetongue
- Tiliqua gigas　オオアオジタトカゲ　Indonesian bluetongue skink
- Tiliqua multifasciata　ホソオビアオジタトカゲ　Central bluetongue skink
- Tiliqua nigrolutea マダラアオジタトカゲ　Blotched bluetongued skink
- Tiliqua occipitalis　ニシアオジタトカゲ　Western bluetongued skink
- Tiliqua scincoides intermedia　キタアオジタトカゲ　Northern Blue-tongued Skink
- Tiliqua scincoides scincoides　ヒガシアオジタトカゲ　Eastern Blue-tongued Skink
- Tiliqua rugos　マツカサトカゲ　Single Back Skink

## 生態
森林から草原、砂漠といった様々な環境に生息する。地表棲。昼行性。外敵に襲われると、青い舌を見せ噴気音を出す威嚇行動を取る。
食性は雑食で、昆虫類、節足動物、陸棲の貝類、小型爬虫類、小型哺乳類、動物の死骸、花、果実などを食べる。
繁殖形態は卵胎生で、幼体を産む。

## 人間との関係
開発による生息地の破壊などにより生息数が減少している種もいる。2022年に7種がワシントン条約付属書IIIとなった。
生息国であるオーストラリアは野生動物の輸出を禁止しているため、動物園での展示用や研究用に過去に海外に持ち出された個体からの飼育下繁殖個体が流通しうる。その影響もあってか、海外、国内ともに別種もしくは亜種との交雑が頻繁に行われている。生まれた個体も生殖機能を持つ場合がほとんどでその種として扱われていた個体が純血種であるかの判断は遺伝子検査などを行わない限り不可能に近い。
飼育にあたっては底面積を重視した大型のケージを用意する。餌としてはコオロギ、果実、野菜などを与えるが、雑食の爬虫類用の人工飼料にも餌付く。餌に対しては事前にカルシウム剤などのサプリメントを振りかけて栄養価を上げる。

## 画像

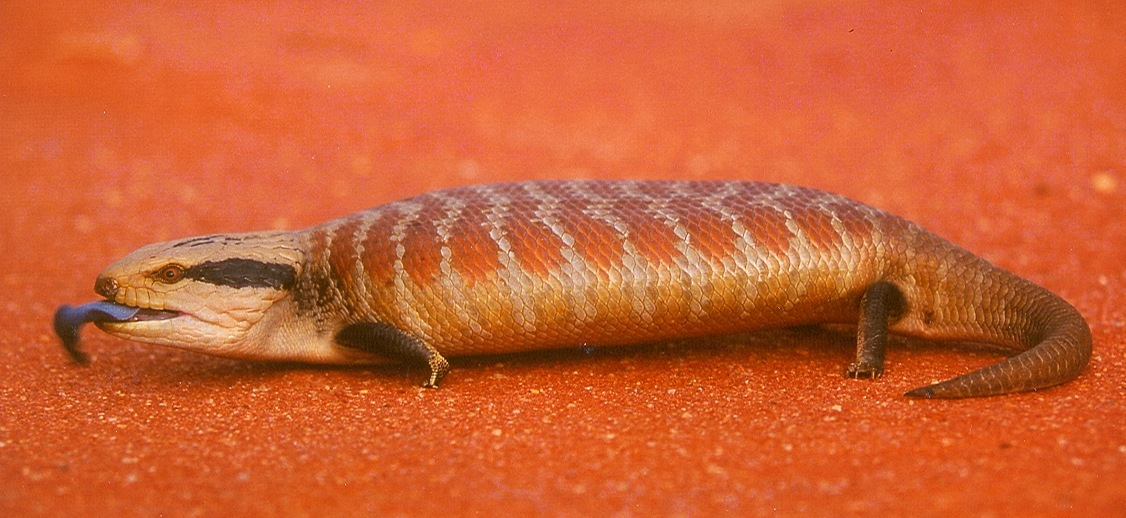
ホソオビアオジタトカゲ T. multifasciata
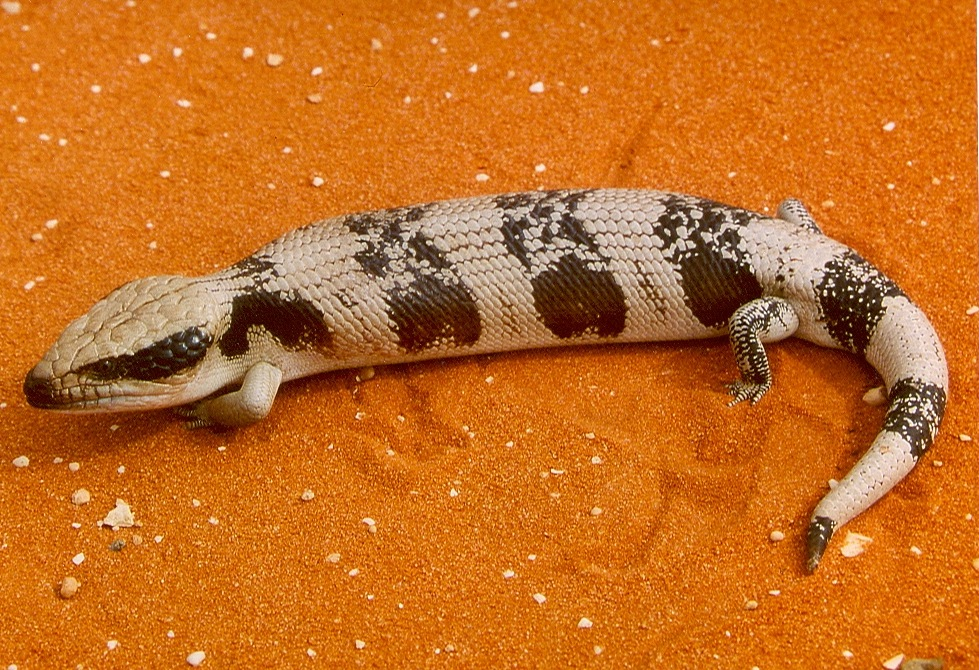
ニシアオジタトカゲ T. occipitalis